# Waco (Carolina del Nord)
Waco és una població dels Estats Units a l'estat de Carolina del Nord. Segons el cens del 2000 tenia 328 habitants.

## Demografia
Segons el cens del 2000, Waco tenia 328 habitants, 134 habitatges i 92 famílies. La densitat de població era de 158,3 habitants per km².
Dels 134 habitatges en un 23,1% hi vivien nens de menys de 18 anys, en un 55,2% hi vivien parelles casades, en un 9,7% dones solteres, i en un 31,3% no eren unitats familiars. En el 26,1% dels habitatges hi vivien persones soles el 6,7% de les quals corresponia a persones de 65 anys o més que vivien soles. El nombre mitjà de persones vivint en cada habitatge era de 2,45 i el nombre mitjà de persones que vivien en cada família era de 2,91.
Per edats la població es repartia de la següent manera: un 21% tenia menys de 18 anys, un 8,8% entre 18 i 24, un 29,9% entre 25 i 44, un 26,2% de 45 a 60 i un 14% 65 anys o més.
L'edat mediana era de 39 anys. Per cada 100 dones de 18 o més anys hi havia 103,9 homes.
La renda mediana per habitatge era de 32.031 $ i la renda mediana per família de 38.750 $. Els homes tenien una renda mediana de 27.083 $ mentre que les dones 21.250 $. La renda per capita de la població era de 20.081 $. Entorn del 9,1% de les famílies i el 8,3% de la població estaven per davall del llindar de pobresa.

## Poblacions més properes
El següent diagrama mostra les poblacions més properes.